# 阿雷格里港人道教礼拜堂

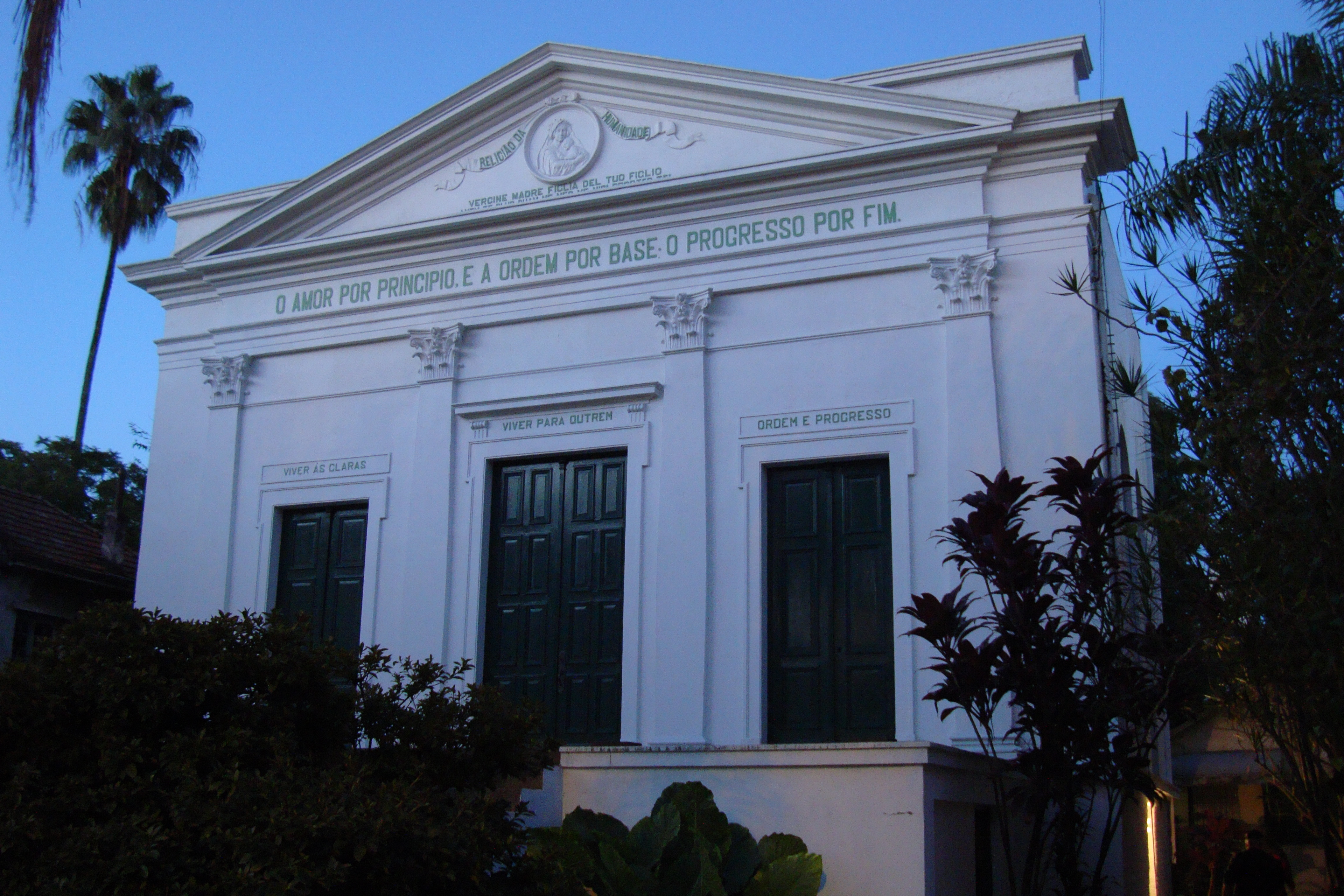
阿雷格里港人道教礼拜堂

阿雷格里港人道教礼拜堂（葡萄牙語：Templo Positivista de Porto Alegre）是一座建于20世纪初的历史建筑，位于巴西阿雷格里港的若昂佩索阿大道（Avenida João Pessoa），毗邻法罗皮利亚公园（Parque Farroupilha）。星期天开放参观。
阿雷格里港人道教礼拜堂是世界上五座人道教礼拜堂之一，其他四座位于里约热内卢、库里蒂巴、圣保罗和法国巴黎。巴西教会的总部设于里约热内卢。

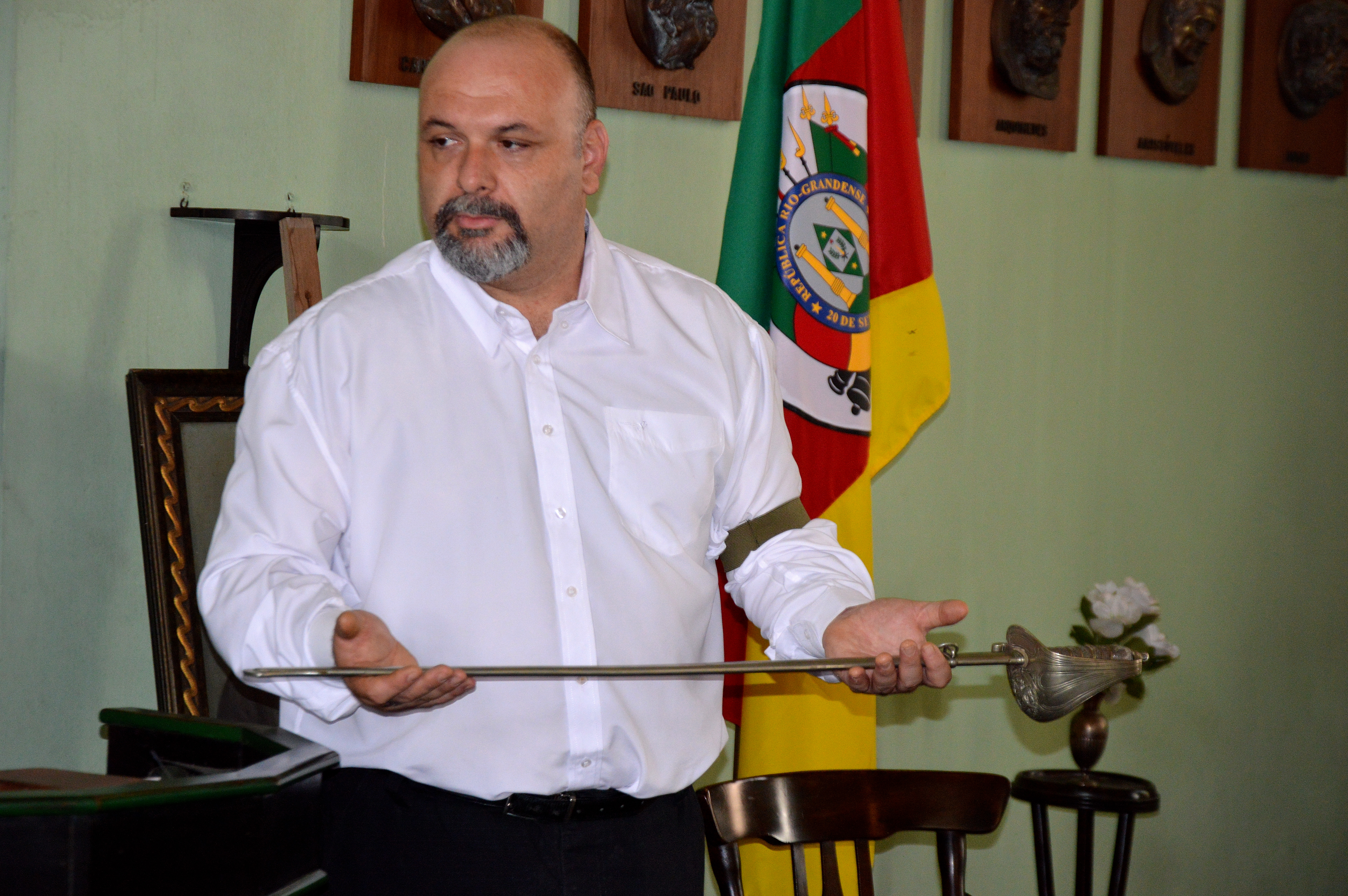